# أوسكار جي. جونسون
أوسكار جي. جونسون (بالإنجليزية: Oscar G. Johnson)‏ هو عسكري أمريكي، ولد في 25 مارس 1921 في بلدة برين في الولايات المتحدة، وتوفي في 13 مايو 1998.